# Dominik Dijakovic
Christopher James Dijak (* 23. April 1987 in Lunenburg, Massachusetts) ist ein amerikanischer Wrestler. Er steht derzeit bei der WWE unter Vertrag und tritt regelmäßig unter dem Namen Dijak in deren Show NXT auf.

## Wrestling-Karriere

### Chaotic Wrestling (2013–2017)
Nach zwei Niederlagen bei kleineren Promotionen trat Dijak Chaotic Wrestling bei und trainierte unter der Anleitung von Brian Fury und Todd Hanson. Er gab sein Debüt im August 2013 bei einem Sieg gegen Vern Vicallo und blieb bis Juli 2014 ungeschlagen. Nachdem er im nächsten Monat eine weitere Titelchance bekommen hatte, besiegte er Shurman am 24. Oktober und holte sich die CW Heavyweight Championship. Nach einer Regierungszeit von 148 Tagen verlor er am 21. März 2015 den Titel gegen Chase Del Monte. 2016 gründete Dijak zusammen mit Mikey Webb das Tag Team The American Destroyers. Dijak und Webb gewannen die Chaotic Wrestling Tag Team Championship, indem sie The Logan Brothers am 26. Dezember 2016 besiegten. Diese Regentschaft hielt jedoch weniger als einen Monat.

### Ring of Honor (2014–2017)
Dijak gab sein Debüt für Ring of Honor am 27. Juli 2014 bei Future of Honor 2 und besiegte Stokely Hathaway. Dijak gewann das Top Prospect-Turnier 2015. Am 19. Dezember 2015 wurde er aus dem Team von Truth Martini verbannt. Bei den ROH-TV-Aufnahmen vom 27. Februar kam Dijak mit Prinz Nana heraus und griff Truth Martini an. Dijak kündigte seinen Abgang von ROH über Twitter am 12. Februar 2017 an.

### World Wrestling Entertainment (seit 2017)
Im Januar 2017 zog die WWE nach einer rechtlichen Drohung von ROH, wo Dijak noch unter Vertrag stand, ein Vertragsangebot zurück. Im folgenden Monat entschied sich Dijak, nicht erneut bei ROH zu unterschreiben, was seine Karriere im Wesentlichen auf Eis legte und er auf ein weiteres Vertragsangebot von der WWE wartete. Am 20. Juli wurde berichtet, dass Dijak bei der WWE unterschrieben hat.
Dijak gab am 23. September sein Debüt für NXT. Sein Fernsehdebüt unter seinem richtigen Namen fand am 30. Mai 2018 mit einer Niederlage gegen Ricochet statt. Im Juli 2018 enthüllte WWE Dijaks neuen Ringnamen Dominik Dijakovic. Promos erschienen in der NXT-Folge vom 5. Dezember 2018 und bewarben das Debüt von Dominik Dijakovic. Dijakovic gab sein Debüt als Heel in der Folge von NXT vom 19. Dezember und besiegte Aaron Mackey.
Nach WrestleMania 35 sollte er sich mit dem damaligen NXT North American Champion Velveteen Dream um den Titel fehden. Im April 2019 erlitt er jedoch einen Meniskusriss, der operiert werden musste.
Am 13. November 2019, der Folge von NXT, begann Dijakovic eine langsame Wendung, als er sich dem Team Ciampa für das jährliche WarGames-Match mit Tommaso Ciampa, Matt Riddle und Keith Lee gegen The Undisputed Era bei TakeOver: WarGames anschloss. Riddle verließ das Team, um seine Rivalität mit Finn Bálor fortzusetzen. Bei der Veranstaltung besiegten Dijakovic und Team Ciampa The Undisputed Era, wobei Riddles Platz von Kevin Owens eingenommen wurde.
In der NXT-Folge vom 29. Januar 2020 besiegte Dijakovic Damian Priest und wurde am 16. Februar bei NXT TakeOver: Portland der Nummer 1 Herausforderer für den NXT North American Championship von Keith Lee. Den Titel konnte er jedoch nicht gewinnen. Nach Lees Sieg um den NXT Championship von Adam Cole bei NXT The Great American Bash, wurde Dijakovic in der folgenden Folge von Lee zu einem Winner Takes All Match herausgefordert. Die Titel konnte er jedoch nicht gewinnen.
Am 21. September 2020 wurde er als Teil des Stables Retribution bekannt gegeben und erhielt den Ringnamen T-Bar. Sie begannen hiernach eine Fehde mit The Hurt Business, bestehend aus Bobby Lashley, MVP, Shelton Benjamin und Cedric Alexander. Diese Fehde konnten sie jedoch nicht gewinnen. Am 21. März 2021 wurde das Stable getrennt, nachdem sie ihren Anführer Mustafa Ali abgefertigt hatten.
Am 22. November 2022 kehrte er zu NXT zurück und attackierte Wes Lee.

## Titel und Auszeichnungen
- Chaotic Wrestling
  - CW Heavyweight Championship (1×)
  - CW New England Championship (1×)
  - CW Tag Team Championship (1×) mit Mikey Webb

- Lancaster Championship Wrestling
  - Keystone Cup (2015) mit J. Diesel

- Pro Wrestling Resurgence
  - PWR Heavyweight Championship (1×)

- Ring of Honor
  - Top Prospect Tournament (2015)

- WrestleMerica
  - WrestleMerica Heavyweight Championship (1×)

- Pro Wrestling Illustrated
  - Nummer 216 der Top 500 Wrestler in der PWI 500 in 2015